# Historyja umęczenia Pana naszego Jezusa Chrystusa
Historyja umęczenia Pana naszego Jezusa Chrystusa – pierwsza drukowana książka całkowicie w języku polskim wydana w 1508 roku, wydrukowana w drukarni Jana Hallera.